# صموئيل مايلز
صموئيل مايلز (بالإنجليزية: Samuel Miles)‏ هو ضابط وسياسي أمريكي، ولد في 11 مارس 1740 في مقاطعة مونتغومري في الولايات المتحدة، وتوفي في 29 ديسمبر 1805.